# 希尔凯
47°39′55″N 36°5′56″E / 47.66528°N 36.09889°E
希爾凯（烏克蘭語：Гірке）是位於烏克蘭東南部的村莊，由扎波羅熱州波洛希區的沃茲德維日夫卡市鎮負責管轄。該村面積0.69平方公里，海拔高度147米，2001年人口68，人口密度每平方公里98.6人。